# Die Oliver Geissen Show
Die Oliver Geissen Show war eine deutsche Talkshow, die von 1999 bis 2009 im werktäglichen Mittagsprogramm des Privatsenders RTL ausgestrahlt wurde.

## Ausstrahlung
Als Nachfolgeformat der Talkshow Ilona Christen wurde die Oliver Geissen Show ab dem 23. August 1999 montags bis freitags von 13:00 Uhr bis 14:00 Uhr ausgestrahlt.
Ende August 2007 wurde bekannt, dass RTL die Sendung nach der Nachmittags-Programmreform zugunsten des auf zwei Stunden verlängerten Magazins Punkt 12 auf 14:00 bis 15:00 Uhr verschieben wird. Die erste Folge auf dem neuen Sendeplatz wurde am 15. Oktober 2007 ausgestrahlt, gleichzeitig auch die 1.500. Ausgabe der Sendung. Außerdem wurde die Sendung optisch überarbeitet.

## Die Sendung
Moderator Oliver Geissen sprach während der RTL-Sendung mit Gästen, wobei sich jeder Zuschauer über eine Hotline bei der Sendung als Talkgast bewerben konnte.
Bis zum Jahr 2004 war die Sendung eine Produktion von Hans Meisers Firma creatv. Seit der sechsten Staffel produzierte das Geissen-RTL-Joint Venture NORDDEICH TV die Sendung.
Mit dem Sendeplatzwechsel musste die Show kräftige Quoteneinbußen hinnehmen. Die Sendung war nun nicht mehr Marktführer in der Zielgruppe der 14- bis 49-jährigen Zuschauer. Zuletzt lag sie beinahe täglich deutlich hinter den unmittelbaren Konkurrenzformaten Zwei bei Kallwass (Sat.1) und We Are Family! So lebt Deutschland (ProSieben).
Kontrovers wurden von der Presse insbesondere die Folgen mit Vaterschaftstests begleitet. Der Spiegel bezeichnete Geissen in der Ausgabe 4/2005 als „Daddy-Checker“.
Ende April 2009 gab RTL bekannt, dass die Oliver Geissen Show aufgrund von zunehmend schlechten Quoten abgesetzt wird.
Am 28. August 2009 wurde die letzte Sendung ausgestrahlt.